# José Alcina Franch
José Alcina Franch (Valencia, 23 de agosto de 1922-Madrid, 16 de octubre de 2001) fue un antropólogo, arqueólogo, etnólogo e historiador español, uno de los investigadores más destacados en el estudio del poblamiento humano de América. Ocupó el puesto de director del Departamento de Antropología y Etnología de América de la Universidad Complutense de Madrid, así como la cátedra emérita de Antropología Americana de la mencionada universidad. Se licenció de Filosofía y Letras en la Universidad de Valencia en 1946 y se doctoró en la Universidad de Madrid en 1948.

## Publicaciones principales
- Floresta literaria de la América indígena (1957)
- Fuentes indígenas de México (1956)
- Manual de arqueología americana (1965)
- Origen transatlántico de la cultura indígena de América (1969)
- Arqueología antropológica en España (1975)
- L'Art Précolombien (1978)
- Arte y Antropología (1982)